# Rhacochelifer pinicola
Espèce
Synonymes
- Chelifer pinicola Nonídez, 1917
- Chelifer ibericus Navás, 1918

Rhacochelifer pinicola est une espèce de pseudoscorpions de la famille des Cheliferidae.

## Distribution
Cette espèce est endémique d'Espagne.

## Description
Le mâle décrit par Hernández-Corral, Zaragoza et Micó en 2018 mesure 1,97 mm et les femelles de 2,10 à 2,99 mm.

## Publication originale
- Nonídez, 1917 : Pseudoscorpiones de España. Trabajos del Museo Nacional de Ciencas Naturales, Madrid, vol. 32, p. 1-46.